# Террі Шайво
Террі Шайво (англ. Terri Schiavo; нар. 3 грудня 1963 — пом. 31 березня 2005) — американка, тяжка хвороба якої викликала у США гучний судовий та політичний конфлікт з питання евтаназії.

## Справа Террі Шайво
25 лютого 1990 року в результаті зупинки серця (викликаної, можливо, гіпокаліємією в зв'язку з багаторічною дієтою з метою схуднення при рясному питві) і слідуючим за цим кисневого голодування Шайво впала в кому. Надалі, протягом багатьох років вона перебувала в так званому вегетативному стані, тобто без ознак свідомості. Її життя підтримувалося шляхом штучного харчування. До 1994 року всі лікарі, що мали справу з Террі Шайво, визнали, що надії на відновлення життєвих функцій немає.
У 1998 році її чоловік і опікун Майкл Шайво звернувся до суду з вимогою відключити апарат штучного харчування і дати Террі померти. Проти цього категорично заперечували батьки Шайво. Спершу вони звернулися до суду, наполягаючи на тому, що Шайво, належачи до католицької церкви, була проти евтаназії, і таким чином припинення штучної підтримки її життя викликало протиріччя з її світоглядом; проте Майкл Шайво та інші свідки підтвердили, що за життя Террі висловлювалася проти такого псевдожиття. У другому процесі батьки Террі намагалися опротестувати статус Майкла як опікуна на тій підставі, що у нього є інша жінка; однак суд визнав це недостатньою підставою. У третьому процесі батьки Террі намагалися довести, що діагноз «вегетативний стан» поставлений помилково, і насправді вона впізнає їх та намагається спілкуватися. Була призначена нова медична експертиза, в якій брали участь два лікаря за вибором батьків Террі, два лікаря за вибором Майкла Шайво і п'ятий лікар призначений судом; в результаті експертизи лікарі з боку батьків Террі визнали що Террі Шайво знаходиться в стані мінімальної свідомості, тоді як три інших лікаря визнали що вона знаходиться у незворотному вегетативному стані; суд став на сторону більшості експертів та визнав Террі Шайво невиліковною. У 2003 році, батьки Террі представили суду нові документи, включаючи свідчення якоїсь медсестри Айер, яка стверджувала, що в 1996 році вона виявила непрямі докази того, що Майкл Шайво намагався вбити свою дружину, однак суд відкинув всі ці свідчення (зокрема, тому, що медсестра Айер стверджувала, що повідомила про це батькам Террі відразу ж, і неможливо було повірити, що протягом семи років безперервних судових слухань вони не вважали за потрібне пред'явити ці докази).

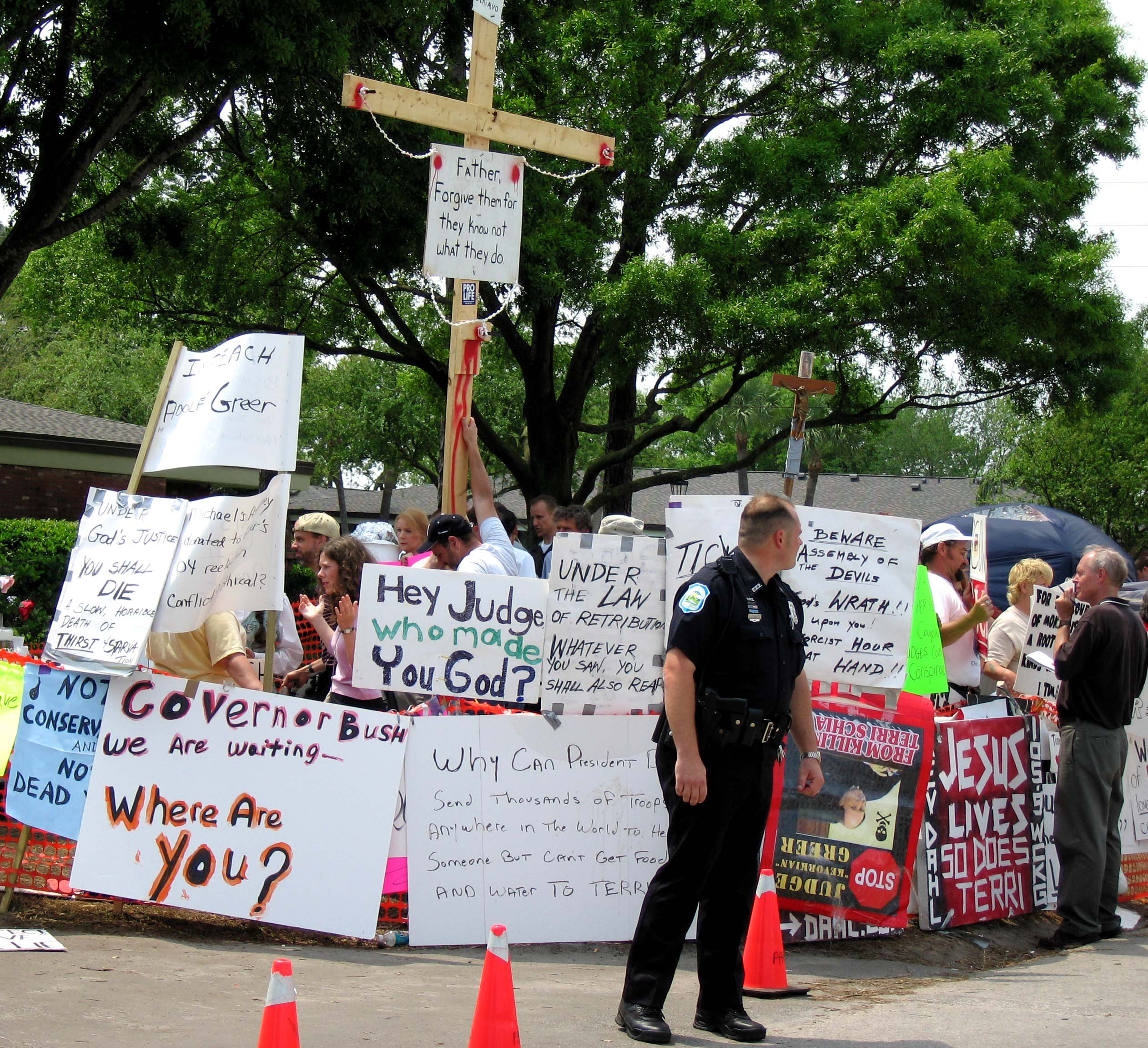
Демонстранти навроти хоспісу Вудсайд, Пінеллас-Парк, Флорида, США, 27 березня 2005 року

Станом на жовтень 2003 року, можливості судових відкладень відключення Террі Шайво від штучного харчування були вичерпані, та її батьки звернулися до політичної агітації. 15 жовтня трубка штучного харчування Террі була відключена. Але в результаті ініційованої батьками Террі публічної кампанії, парламент штату Флорида ухвалив 21 жовтня закон, що дозволяє губернатору штату своєю владою заборонити переривання штучної підтримки життя, і губернатор Флориди Джеб Буш негайно скористався цим правом. Трубка була знову підключена до тіла Террі Шайво. Новий закон був оскаржений в різних судових інстанціях штату Флорида та визнаний таким, що порушує конституцію штату і право громадянина на приватне життя, а конституційний суд штату рішенням від 23 вересня 2004 року визнав також, що парламент і губернатор своїми діями порушили Конституцію США, яка гарантує поділ судової та законодавчої влади. В результаті всіх цих рішень 25 лютого 2005 року Суддя Джордж Грір, основний суддя у справі Шайво, прийняв остаточне рішення про відключення апарату штучного харчування з 18 березня.

### Втручання влади США
На цій стадії в справу спробували втрутитися політики федерального рівня. 21 березня Конгрес США прийняв закон, що дозволяє перегляд справи Шайво в суді федеральної інстанції; в Сенаті під час прийняття цього закону встигли зібратися тільки троє конгресменів, в Палаті представників закон пройшов на позачерговому засіданні близько опівночі, а президент Буш спеціально для підписання цього закону прилетів з Техасу, де був у відпустці. 25 березня, крім того, сенатський комітет призначив додаткові слухання у справі, записавши саму Террі Шайво в список необхідних свідків; зрозуміло, свідчити Шайво ні про що не могла, але статус свідка автоматично ставив її життя під захист закону про захист свідків. Обидві ці спроби виявилися безуспішними. Суди федеральної юрисдикції аж до Верховного суду США відмовилися переглянути рішення флоридских суддів, а суддя Грір відмовився скасувати своє рішення через статус свідка Шайво. Протягом широкого загальнонаціонального обговорення теми в останні 10 днів березня 2005 року - справа Шайво весь цей час не сходила з перших шпальт газет.
З'язувалися деякі подбробиці що до позиції найбільших політиків Республіканської партії США,  які підтримали батьків Террі Шайво і намагалися штучно продовжити її життя. Так, виявилося, що президент США Джордж Буш, що висловлювався проти евтаназії в справі Шайво, у 1999 р, на посаді губернатора штату Техас, підписав закон штату, що дозволяє адміністрації лікарень зупиняти штучну підтримку життя безнадійних хворих всупереч запереченням родичів, враховуючи при цьому, крім іншого, платоспроможність пацієнтів. Видатний політик-республіканець, конгресмен Том Де Лей, один з організаторів виклику Террі Шайво в якості свідка, як з'ясувалося, у 1988 р відмовився від штучного продовження життя свого батька, який отримав смертельну травму в автомобільній аварії. Ця інформація, свідчила про глибоку нещирість політиків та спробах за рахунок людської трагедії набрати вагу в очах консервативно налаштованих виборців.

## Підсумок
Террі Шайво померла в лікарні в присутності свого чоловіка Майкла. На її надгробку за його бажанням викарбувано напис: Born December 3, 1963 / Departed this earth February 25, 1990. / At peace March 31, 2005 / I kept my promise (Народилася 3 грудня 1963 / Лишила цю землю 25 лютого 1990 / спочила з миром 31 березня 2005 / Я дотримав слова).
Епізод «Кращі друзі назавжди» серіалу «Південний парк», присвячений суперечкам навколо Террі Шайво, отримав нагороду «Еммі».
У 14 епізоді 8 сезону мультсеріалу «Гріфіни» присутній мюзикл, головна роль в якому відведена Террі Шайво.